# Gérard Plourde
Gérard Plourde est un comptable québécois né en 1916 et mort le 18 octobre 2004 à Outremont. Il est président-directeur général (1951-1970), puis président du conseil (1970-1986) de la compagnie United Auto Parts. 

## Distinctions
- 1970 - Ordre du mérite des diplômés de l'Université de Montréal
- 1978 - Grands Montréalais
- 1979 - Officier de l'Ordre du Canada